# Безпартійний
Безпартійний — який не є членом партії; політичний термін, що позначає людину, яка не перебуває ні в якій політичній партії.
Вираз набув широкого поширення в СРСР. Це пов'язано з тим, що партійна приналежність часто була одним з пунктів у різних анкетах, і слово «безпартійний» вживалося для позначення осіб, які не перебували в КПРС або ВЛКСМ.
У пізню сталінську епоху, наприклад, вибори депутатів до Рад були загальними, прямими, рівними при таємному голосуванні, однак, безальтернативними. Всі кандидати представляли єдиний «блок комуністів і безпартійних», їх висували по одному на виборчу дільницю. За звітами вищестоячих партійних інстанцій в 1947 році у виборах брало участь 99,97% громадян країни; з них 98,92% голосували за «блок комуністів і безпартійних».
Зараз термін широко застосовується при характеристиці осіб, які займають виборні посади, або є кандидатами на такі посади, які не є висуванцями партій або членами партійних фракцій (позапартійний депутат, безпартійний кандидат в президенти).
Слова безпартійний та позапартійний мають подібні значення, проте можуть уживатися у дещо відмінних контекстах. Так, у Словнику української мови безпартійний тлумачиться як той, "який не належить до якоїсь партії, не є членом партії", або "який не відбиває поглядів жодної партії", а позапартійний є таким, "який існує поза партією, не пов'язаний з нею, не виражає інтересів якої-небудь партії". Разом з тим, прикметник позапартійний може вживатися у значенні безпартійний, тобто "який не є членом партії; який не має відношення до партії".  Абстрактними іменниками до цих слів є відповідно безпартійність та позапартійність. Наприклад, у Статті 6 Закону України про Службу безпеки України йдеться про позапартійність СБУ, що визначається як недопущення її використання в партійних інтересах, заборона на діяльність партій в СБУ, зупинення членства її співробітників у партіях, рухах та інших громадських об'єднаннях за винятком профспілок.   
Поняттю позапартійності іноді протиставляється поняття понадпартійності як примату правди над партійними інтересами. Саме так його вживає Леся Українка у "Замітках з по[воду] ст[атті] «Етика і політика» <Ціна поступу>": "Тут говоримо з погляду не понадпартійної всепрощаючої або всепроклинаючої моралі, а з погляду межипартійного, морального поступу" (с. 482). І далі в цьому ж творі цитує д. Ганкевича "і, обернувшись до неї, сказав: «іди і більше не гріши» — цим він дав «грішниці» ідеал для її «партійної моралі», перша частина цитати це — мораль понадпартійна, а відомо «хто без гріха, нехай кине камінь» — межипартійна. Таке моє профанське розуміння цього євангельського епізоду." (с. 487).   

## Безпартійні робітничі й селянські конференції
Безпартійні робітничі й селянські конференції – одна з найпоширеніших форм виявлення настроїв та залучення широких трудящих мас на бік більшовицького режиму впродовж першого десятиріччя його існування.
Перші безпартійні конференції почали проводитися: робітничі – наприкінці 1918 року в Москві, селянські – восени 1919 року в Ярославській губернії (Росія). Тематика та строки конференцій визначалися ЦК РКП(б). На безпартійних конференціях делегати обиралися на загальних зборах, сільських сходах. Це значно обмежувало для режиму можливості маніпулювання складом конференцій і давало змогу брати в них участь різним політичним силам.
В УСРР за прикладом РСФРР безпартійні конференції почали скликатися на початку 1920 року. Найчастішими були селянські конференції. Тільки в 1920 році на всіх рівнях їх відбулося 117. Розглядалися різноманітні питання, які найбільше цікавили селян. З метою підняття авторитету безпартійних конференцій на них з доповідями часто виступали члени РНК УСРР та ВУЦВК.
Селяни активно використовували той факт, що делегати обиралися на сільських сходах, і прагнули посилати на конференції представників усіх прошарків. Особливу активність на цих сходах виявляли найзаможніші верстви, для яких виступи на конференціях на початку 1920-х років були чи не єдиною можливістю легально висловити свої вимоги. Незважаючи на протидію властей, склад делегатів поступово, але неухильно змінювався не на користь прихильників більшовицького режиму. Вже 1924 заможні селяни становили 10–15 % від загальної кількості делегатів. Тому дуже швидко такі конференції стали не стільки місцем для політичної обробки селян, як розраховував радянський уряд, скільки форумами, де селяни намагалися донести до властей своє ставлення до політики радянської влади щодо селян, як-то: непропорційне збільшення податкового тягаря, "ножиці цін" та інші. З середини 1920-х років до економічних питань починають додаватися політичні. Селяни вимагали поліпшення діяльності низового радянського апарату, ліквідації комітетів незаможних селян, відновлення діяльності селянських спілок. Остання вимога викликала особливе занепокоєння режиму, бо загрожувала самим його підвалинам. Поступово такі "антирадянські", на думку властей, вимоги звучали на конференціях дедалі частіше. Вони свідчили про усвідомлення селянством своїх потреб та інтересів. Намагаючись не допустити подальшого їх викристалізування, державні органи почали обмежувати коло питань, які виносилися на порядок денний, та дедалі рідше скликати конференції, аж поки наприкінці 1920-х рр. вони зовсім перестали відбуватися.
Робітничі конференції набули широкого розмаху переважно з 1925 року, хоча програму їх роботи було затверджено політбюро ЦК РКП(б) ще 4 травня 1921 року. Поступово робітничі конференції було замінено іншими формами, зокрема виробничими нарадами.